# Římskokatolická farnost Staré Město u Moravské Třebové
Římskokatolická farnost Staré Město u Moravské Třebové je jedno z územních společenství římských katolíků v děkanátu Svitavy s farním kostelem svaté Kateřiny.

## Historie farnosti
Původně pozdně gotický farní kostel, byl přestavěn pozdně barokně na konci 18. století. Věž pochází z původního kostela, postavena v roce 1563, pozdně goticko-renesanční.
Roku 1678 hrabě Karel Eusebius z Lichtensteina povolal do Moravské Třebové františkány. Kostel i klášter si vystavěli bratři sami za pomoci měšťanů a okolních věřících. Byl vysvěcen 1. srpna 1689.
V roce 1950 byl klášter zabrán Státní bezpečností. Po navrácení kláštera v únoru 1990 převzali františkáni správu farnosti Moravská Třebová i s okolními farnostmi. Prozatímně bydleli na faře a v roce 1992 (po opravě navrácené části kláštera) se do kláštera přestěhovali. K lednu 2017 žije v komunitě žije pět bratří.

## Duchovní správci
Administrátorem byl od dubna 2015 P. Lukáš Pavel Bradna, OFM. Toho od září 2017 vystřídal P. Mgr. Ing. Marek Cyprián Bobák, OFM.

## Bohoslužby
| Kostel         | Místo                          | Bohoslužba (den) | Hodina     | Poznámka     |
| -------------- | ------------------------------ | ---------------- | ---------- | ------------ |
| svaté Kateřiny | Staré Město u Moravské Třebové | neděle čtvrtek   | 9.30 16.30 | Farní kostel |

## Aktivity farnosti
Každoročně se ve farnosti koná tříkrálová sbírka, v roce 2017 se při ní vybralo ve Starém Městě 10 213 korun, v Dětřichově 5 289 korun.